# 何其鞏故居
何其鞏故居位于中国北京市东城区北池子大街85号（原门牌号为88号），是原北平特别市市长、中国大学代理校长何其鞏的故居。

## 历史
何其鞏是安徽桐城人，1928年出任了北平特别市第一任市长。当时他在北平尚未购置房产，乃和家人共同居住在中南海原清朝醇亲王载沣的摄政王府内（位于府右街北口路东），那里也是历任北平市长的办公地点。1929年5月，何其鞏因病辞去市长之职，回安徽老家养病，其间曾任安徽省教育厅厅长等职务，还在上海工作过。
1933年，行政院北平政务整理委员会成立，何其鞏应邀出任委员兼秘书长，何其鞏返回北平。同年，何其鞏购得北池子南口88号的这处房产。1935年，何其鞏因与何应钦等亲日人士产生矛盾，而辞去秘书长一职，不久出任中国大学代理校长。
自1933年搬入北池子南口88号之后，何其鞏及其家人在此居住近20年。1950年，中华人民共和国与匈牙利人民共和国正式建立外交关系，中华人民共和国政府找不到合适的房子作为匈牙利驻华大使馆，中央人民政府外交部礼宾司的人员找到何其鞏，商议可否将何宅租给匈牙利方面作为临时使馆。何其鞏一家由此迁离北池子大街，搬到今天安门广场路西的西皮市胡同租住。迁居之后，1955年何其鞏患肝癌逝世。1957年，为修建人民大会堂，西皮市胡同及附近房屋拆除，何其鞏的家人迁往他处居住。
匈牙利驻华大使馆的建筑建成后，中国政府并未将何宅返还给何其鞏的后人，而是让一家捷克斯洛伐克商务处迁入，说是办公方便。1958年，国家搞公私合营，批斗房产主，说房产主都是吸血鬼，超过15间的房子必须上交。北池子南口88号院，包括花园及房屋全部充公，成为房管局名下的公房。时任北京市公安局局长的冯基平在此居住。
文化大革命开始后，红卫兵抄家，命令何其鞏的家人交出北池子南口88号院原来私房的房产证。那时，何宅的房产证上还写着何其巩的元配夫人龙芗畹的名字，由续弦杨珍瑛掌管。在红卫兵的逼迫下，杨珍瑛不得不拿着该房产证到天安门广场上交。
改革开放以后，何宅的主人几经变迁。后院起初是由朱镕基居住，朱镕基迁走后，又换成另一位国家领导人。前院则住有中南海的一个警卫团。该宅的门牌号码也由原先的88号变成85号。

## 建筑
该宅坐北朝南，东临北池子大街，西临筒子河与故宫博物院。该院落中西合璧，院门朝东开在北池子大街西侧。一入院门，便是何宅的前院，呈长方形，在前院北端有一堵高大的北墙，北墙中央有一座大型门洞房，何家人称其为“宫门”。穿过这座“宫门”，便来到中央花园。地上的一条以方砖墁成的中央大道将花园分为东、西两个部，东边种葡萄，西边种藤萝。花园中心为一个以松树围成的树圈，四周种植西府海棠等花木。花园正对着正院（即后院）南房的背面，东侧还有三间小屋，被改造为车库，何其鞏乘坐的小轿车可穿过中央大道，直接开到用作大客厅的正院南房前。
何宅面向北池子大街原来仅有一道正门。冯基平迁入后，在正门北侧开了一扇旁门。朱镕基入住后，又将旁门拓宽建成一座大铁门，以便汽车出入。如今，何宅后院的后罩房已被拆除，原址盖起了一座两层小楼，花园及正院的建筑尚完好。 